# Lê Tiến Phương
Lê Tiến Phương (sinh năm 1957) là một chính khách người Việt Nam. Ông từng là Phó Bí thư Tỉnh ủy, Chủ tịch Ủy ban nhân dân tỉnh Bình Thuận.

## Giáo dục
Ông Lê Tiến Phương có trình độ chuyên môn Cử nhân Kinh tế (tốt nghiệp khóa 7, tại Đại học Kinh tế TPHCM), Cao cấp lí luận chính trị.

## Sự nghiệp
Ngày 2 tháng 12 năm 2010, HĐND tỉnh Bình Thuận khóa VIII họp kỳ thứ 15 đã bầu bổ sung ông Lê Tiến Phương, Phó Bí thư thường trực Tỉnh ủy, giữ chức vụ Chủ tịch UBND tỉnh Bình Thuận nhiệm kỳ 2004-2011, thay ông Huỳnh Tấn Thành đã nộp đơn xin thôi giữ chức Chủ tịch UBND tỉnh.
Sáng ngày 11 tháng 12 năm 2015, Hội đồng Nhân dân tỉnh Bình Thuận khóa IX đã miễn nhiệm chức danh Chủ tịch UBND tỉnh đới với ông Lê Tiến Phương do ông có đơn xin thôi giữ chức để nghỉ hưu trước tuổi.

## Giai đoạn nghỉ hưu
Ngày 26/4/2022, Tổng Bí thư Nguyễn Phú Trọng chủ trì họp Bộ Chính trị, Ban Bí thư để thi hành kỷ luật nhiều cán bộ, lãnh đạo của tỉnh Bình Thuận lý do Ban Thường vụ Tỉnh ủy Bình Thuận nhiệm kỳ 2010 - 2015 và nhiệm kỳ 2015 - 2020, Ban cán sự đảng UBND tỉnh Bình Thuận nhiệm kỳ 2011 - 2016 và nhiệm kỳ 2016 - 2021 đã vi phạm nguyên tắc tập trung dân chủ và Quy chế làm việc; thiếu trách nhiệm, buông lỏng lãnh đạo, chỉ đạo, thiếu kiểm tra, giám sát để UBND tỉnh và nhiều tổ chức, cá nhân vi phạm quy định của Đảng, pháp luật của Nhà nước trong quản lý, sử dụng đất, thực hiện một số dự án; để một số cán bộ, đảng viên, trong đó có cán bộ chủ chốt của tỉnh bị khởi tố, bắt tạm giam.
- Ông Lê Tiến Phương, nguyên Phó Bí thư Tỉnh ủy (nhiệm kỳ 2005 - 2010, 2010 - 2015); nguyên Bí thư Ban cán sự đảng, nguyên Chủ tịch Ủy ban nhân dân tỉnh Bình Thuận (nhiệm kỳ 2011 - 2016) bị cách chức tất cả các chức vụ trong Đảng, cùng chịu trách nhiệm về những vi phạm, khuyết điểm của Ban Thường vụ Tỉnh ủy nhiệm kỳ 2010 - 2015; chịu trách nhiệm chính, trách nhiệm người đứng đầu về những vi phạm, khuyết điểm của Ban cán sự đảng Ủy ban nhân dân tỉnh và Ủy ban nhân dân tỉnh nhiệm kỳ 2011 - 2016; chịu trách nhiệm trực tiếp, trách nhiệm cá nhân trong việc ký các văn bản vi phạm pháp luật về đất đai, đầu tư, nhà ở,...[4]